# Abraxas cupreofasciata
Abraxas cupreofasciata là một loài bướm đêm trong họ Geometridae.